# Арми (мыс)
Арми (итал. Capo dell'Armi) — мыс, юго-западная оконечность Италии (гор Апеннин и Апеннинского полуострова), в южной части исторической области Бруттий, ныне Калабрии. Находится в 20 км к югу от Реджо-ди-Калабрия (Регия), у южного входа в Мессинский пролив, соединяющий Ионическое море с Тирренским, напротив мыса Сант-Алессио на острове Сицилия.
Плиний Старший , Цицерон и Страбон упоминают мыс как Левкопетра (Леукопетра, др.-греч. Λευκοπέτρα, лат. Leucopetra — «белая скала»). Согласно Страбону находился в 50 стадиях от Регия и назван так из-за своего цвета.
На мысе находится маяк. Под маяком находится железнодорожный туннель.